# Toni Puszamszies
Toni Puszamszies (* 14. August 1958 in Oberhausen; † 20. März 2013 ebenda) war ein deutscher Fußballspieler und -trainer.

## Spielerkarriere
In der Jugend spielte Puszamszies bei Blau-Weiß Oberhausen und Hamborn 07. 1982 wechselte er zu Bayer 05 Uerdingen. 1982 spielte er erstmals in der Uerdinger A-Mannschaft in der 2. Bundesliga. Er wurde sofort Stammspieler, spielte 26-mal und schoss sechs Tore; Bayer Uerdingen stieg in dieser Saison auf. Nach zwei Erstligaspielen und einem Tor wechselte der Mittelfeldspieler im Oktober 1983 auf Leihbasis zu Rot-Weiß Oberhausen, wo er bis zum Ende der Saison blieb. Für Oberhausen absolvierte er sieben Spiele und erzielte ein Tor. Zur Saison 1984/85 kehrte er nach Uerdingen zurück, konnte sich allerdings in der 1. Bundesliga nicht durchsetzen. Er absolvierte nur elf weitere Spiele, wurde aber DFB-Pokalsieger.
Zur Saison 1985/86 wechselte er zum Zweitligisten MSV Duisburg. Nach 18 Spielen und einem Tor stieg Duisburg in die Oberliga Nordrhein ab, Puszamszies blieb dem Verein aber treu, und so stieg er mit dem Verein in der Saison 1988/89 wieder auf. Während seiner Zeit beim MSV avancierte Toni Puszamszies zum Stammspieler und spielte jeweils 35-mal in zwei Spielzeiten in der 2. Liga und stieg nochmal in die Bundesliga auf. Nach 23 Spielen und einem Tor verließ er die Profimannschaft, als Willibert Kremer 1992 von Uwe Reinders abgelöst wurde und dieser seine Situation als Lagerverwalter nicht weiter akzeptierte, und spielte ein Jahr noch in der zweiten Mannschaft, ehe er seine Karriere beendete.

## Trainerkarriere
1994 fing er als Trainer seines Jugendklubs Blau-Weiß Oberhausen an. Dann ging er zu seinem anderen Jugendklub Hamborn 07, den er bis Ende 1999 betreute. Während dieser Zeit war er durch die in der ARD-Sendung Privatfernsehen ausgestrahlten Berichte über seine Mannschaft oft im Fernsehen präsent. 2002 übernahm Puszamszies dann die erste Mannschaft von Blau-Weiß Oberhausen. Hier wurde er nach schwachem Start in die Rückrunde der Saison 2006/07 entlassen.

## Erfolge

### Im Verein
Bayer 05 Uerdingen
- Aufstieg in die Bundesliga: 1982/83
- DFB-Pokalsieger: 1984/85

MSV Duisburg
- Deutscher Amateurmeister: 1987
- Aufstieg in die 2. Bundesliga: 1988/89
- Aufstieg in die Bundesliga: 1990/91
- Tor des Monats: 2. Platz September 1991

## Sonstiges
Zuletzt arbeitete der gelernte Kranführer als Lagerverwalter und lebte in Oberhausen.
Schon seit dem Abstieg in die dritte Liga machte er dies hauptberuflich und trainierte immer erst nach der Arbeit. Seinen Urlaub opferte er für Trainingslager und Wochentagsspiele. Dennoch konnte er sein sportliches Niveau bis in die Bundesliga halten.
Am 20. März 2013 starb Puszamszies nach schwerer Krankheit im Alter von 54 Jahren.